# Nyassakounou
Nyassakounou est un village du Cameroun situé dans la région du Centre et le département du Mbam-et-Kim. Il fait partie de la commune de Ngoro.

## Population
En 1965 le village comptait 208 habitants, principalement Ngoro.
Lors du recensement de 2005, on y dénombrait 70 personnes.